# Stanley Cup 2001
La finale della Stanley Cup 2001 è una serie al meglio delle sette gare che ha determinato il campione della National Hockey League per la stagione 2000-01. Questa è la 109ª edizione della Stanley Cup. Al termine dei playoff i New Jersey Devils, campioni della Eastern Conference, si sfidarono contro i Colorado Avalanche, vincitori della Western Conference. La serie iniziò il 26 maggio, per poi concludersi il 9 giugno, e vide la conquista da parte degli Avalanche della Stanley Cup per 4 a 3. Gli Avalanche vinsero la loro seconda Stanley Cup, la prima dopo il successo ottenuto nel 1996.
Per la formazione del New Jersey fu la terza finale, la seconda consecutiva dopo aver sconfitto nel 2000 i Dallas Stars. Per Colorado invece si trattò della seconda partecipazione in assoluto. Era dal 1994 che la Stanley Cup non veniva più assegnata alla settima nonché ultima partita, tuttavia nel corso della serie nessuna gara andò ai tempi supplementari. Invece era dal 1989 che nella finale non si affrontavano le prime teste di serie di ciascuna Conference.
Dopo ventidue anni di carriera e 1825 partite giocate senza vincere il titolo, record assoluto della NHL, Ray Bourque riuscì finalmente a conquistare per la prima volta la Stanley Cup. Al termine della stagione Bourque annunciò ufficialmente il proprio ritiro.
Al termine della serie il portiere canadese Patrick Roy fu premiato con il Conn Smythe Trophy, trofeo assegnato al miglior giocatore dei playoff NHL. Per Roy si trattò del terzo successo dopo i due premi conseguiti nel 1986 e nel 1993 con i Montreal Canadiens.

## Contendenti

### New Jersey Devils
I New Jersey Devils raggiunsero la finale della Stanley Cup per la seconda volta consecutiva nella loro storia. Conclusero la stagione regolare al primo posto nella Conference vincendo il titolo nella Atlantic Division con 111 punti. Al primo turno superarono per 4-2 i Carolina Hurricanes, mentre al secondo sconfissero i Toronto Maple Leafs per 4-3. Nella finale della Eastern Conference ebbero la meglio sui Pittsburgh Penguins per 4-1.

### Colorado Avalanche
I Colorado Avalanche parteciparono ai playoff partendo dalla prima posizione assoluta grazie alla conquista del Presidents' Trophy con 118 punti ottenuti in stagione regolare. Al primo turno sconfissero 4-0 i Vancouver Canucks mentre al secondo turno superarono i Los Angeles Kings per 4-3. Infine nella finale di Western Conference sconfissero per 4-1 i St. Louis Blues.

## Serie

### Gara 1
| Arbitri: | Paul Devorski Dan Marouelli |

|  |           |                                                             |
|  | Marcatori | 11:07, 35:06 Sakic 29:35 Drury 45:36 Blake 57:36 Reinprecht |

### Gara 2
| Arbitri: | Bill McCreary Rob Shick |

|                              |           |             |
| Corkum 14:29 Stevenson 17:20 | Marcatori | 05:58 Sakic |

### Gara 3
| Arbitri: | Kerry Fraser Dan Marouelli |

|                                         |           |              |
| Škoula 10:38 Bourque 40:31 Hinote 46:28 | Marcatori | 03:16 Arnott |

### Gara 4
| Arbitri: | Paul Devorski Bill McCreary |

|                         |           |                                      |
| Blake 03:58 Drury 33:54 | Marcatori | 23:42 Eliáš 48:09 Gomez 57:53 Sýkora |

### Gara 5
| Arbitri: | Kerry Fraser Rob Shick |

|                                                       |           |               |
| Eliáš 03:09 Mogil'nyj 18:47 Brylin 24:38 Madden 58:05 | Marcatori | 10:09 Tanguay |

### Gara 6
| Arbitri: | Dan Marouelli Bill McCreary |

|                                                      |           |  |
| Foote 18:02 Nieminen 22:26 Drury 38:27 Tanguay 53:46 | Marcatori |  |

### Gara 7
| Arbitri: | Kerry Fraser Dan Marouelli |

|              |           |                                  |
| Sýkora 29:33 | Marcatori | 07:58, 24:57 Tanguay 26:16 Sakic |

## Roster dei vincitori
| Vincitori della Stanley Cup 2001 Colorado Avalanche | Portieri: David Äbischer, Patrick Roy Difensori: Bryan Muir, Rob Blake, Greg de Vries, Jon Klemm, Martin Škoula, Nolan Pratt, Adam Foote (A), Ray Bourque (A) Attaccanti: Chris Dingman, Dan Hinote, Dave Reid, Joe Sakic (C), Peter Forsberg (A), Milan Hejduk, Shjon Podein, Stéphane Yelle, Scott Parker, Steven Reinprecht, Éric Messier, Chris Drury, Ville Nieminen, Alex Tanguay Staff Tecnico: Bob Hartley (Allenatore), Jacques Cloutier (Ass. Allenatore), Bryan Trottier (Ass. Allenatore) |